# Antonio Favaro

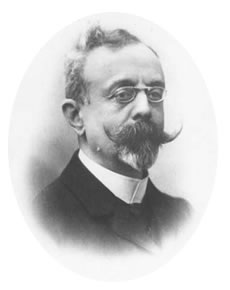
Antonio Favaro.

Antonio Favaro, född 21 maj 1847 i Padua, död där 30 september 1922, var en italiensk matematiker.
Favaro blev 1872 extra ordinarie professor i matematik och 1882 professor i grafostatik vid universitetet i Padua samt höll dessutom föreläsningar i matematikens historia, de första i sitt slag i Italien. 
Favaro sysselsatte sig länge med forskning rörande Galileo Galilei, och resultaten därav publicerades i ett hundratal uppsatser, avhandlingar eller särskilda skrifter. Han utgav även monumental utgåva av Galileis samlade arbeten (1890-1909). Han var president i "Istituto veneto di scienze, lettere ed arti" och "Deputazione veneta di storia patria".

## Bibliografi (i urval)

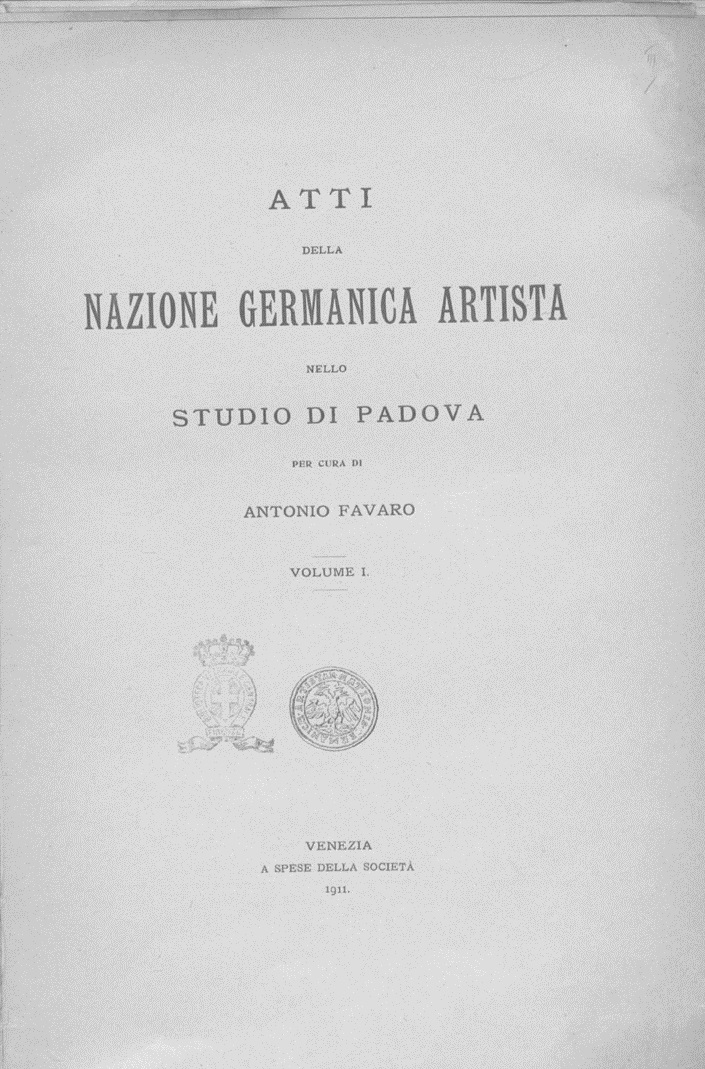
Atti della nazione Germanica artista, nello Studio di Padova, 1911